# Eukrohnia
Eukrohnia is een geslacht in de taxonomische indeling van de pijlwormen. Het dier behoort tot de familie Eukrohniidae. Eukrohnia werd in 1909 beschreven door Ritter-Záhony.